# یواس‌اس لستر (دی‌ئی-۱۰۲۲)
یواس‌اس لستر (دی‌ئی-۱۰۲۲) (به انگلیسی: USS Lester (DE-1022)) یک کشتی بود که طول آن ۳۱۴ فوت ۶ اینچ (۹۵٫۸۶ متر) بود. این کشتی در سال ۱۹۵۶ ساخته شد.